# Mietrendite
Die Rendite einer Mietimmobilie (kurz Mietrendite) ist eine Rendite, die der Vermieter aus dem Ertragswert vermieteter Immobilien erzielt.

## Allgemeines
Anleger, gleichgültig ob Privatanleger oder institutionelle Anleger, wählen für ihre Anlageentscheidung bei einer Kapitalanlage im Regelfall die Rendite als wesentliches Anlagekriterium aus. Die Rendite übt als Preis hierbei unter anderem für die Kapitalgeber die wichtige Signalfunktion zur Lenkung des Kapitals zu den vorteilhaftesten Rendite/Risiko-Kombinationen aus. Während jedoch hohe Preise eine Knappheit von Gütern und Dienstleistungen signalisieren, üben Renditen eine reziproke Signalfunktion aus: hohe Renditen signalisieren hohe Knappheit und hohes Risiko und umgekehrt. Das ist auf die den Renditen zugrunde liegenden Rechengrößen zurückzuführen. Bei gegebenem Nominalzins ist die Wertpapierrendite einer Anleihe umso höher, je niedriger ihr Börsenkurs ist. Ein niedriger Börsenkurs zeugt von geringer Knappheit. Bei Immobilien gelten die gleichen Regeln wie für Kapitalanlagen, denn hohe Mietrenditen signalisieren ein hohes Mietausfallrisiko und umgekehrt.
Rechengrößen für die Mietrendite sind die Jahresmieteinnahmen und der Kaufpreis einer Immobilie. Je höher der Kaufpreis (und damit die Knappheit), umso niedriger ist bei gegebenen Mieteinnahmen die Mietrendite und umgekehrt. Damit ist auch die Mietrendite ein Maß für die Risikoeinschätzung, denn sie gibt an, wie schnell Anleger ihren Kaufpreis zurückhaben möchten.
Als Mietimmobilien kommen Wohnimmobilien (Eigentumswohnungen, Mehrfamilienhäuser) und Gewerbeimmobilien (beispielsweise Arztpraxen, Anwaltskanzleien, Läden jeder Art, Supermärkte, Einkaufszentren, Lagerhallen, Industriegrundstücke, Gewerbeparks, Industrieparks, Technologieparks, Verwaltungsgebäude, Bürogebäude, Business Center, Hotels, Krankenhäuser oder Sanatorien) in Frage.

## Berechnung
Bei der Berechnung der Mietrendite ist zwischen den Bezugswerten Bruttomietrendite, Nettomietrendite, Eigenkapitalrendite und Gesamtkapitalrendite zu unterscheiden.

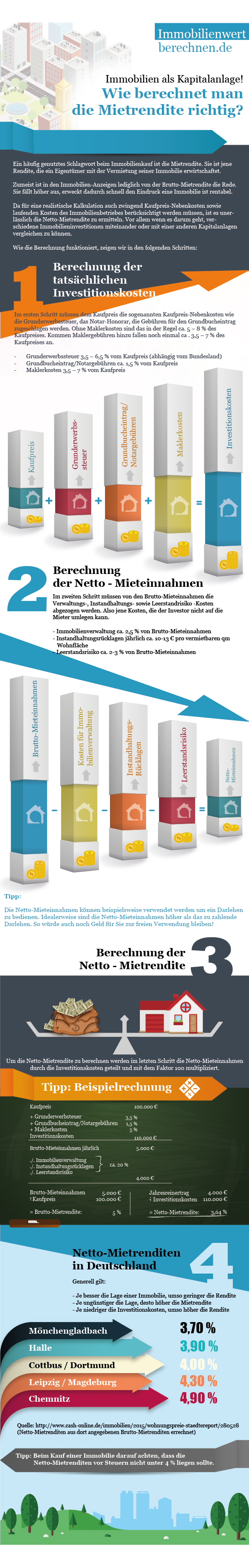
Wie berechnet man die Mietrendite richtig?

### Bruttomietrendite
Als Bezugswerte dienen die Jahresbruttomieteinnahmen und der Kaufpreis der Immobilie:
{\displaystyle {\text{Bruttomietrendite}}={\frac {\text{Jahresbruttomieteinnahmen}}{\text{Kaufpreis}}}\,\cdot 100\,\%}
Dieser Wert ist für eine wirklichkeitsnahe Bewertung von geringer Aussagekraft, da dem Vermieter die Bruttomieteinnahmen nicht vollständig zur Verfügung stehen, sondern durch Betriebskosten und ähnliche Aufwendungen gemindert werden.

### Nettomietrendite
Diese Minderung der Jahresbruttomieteinnahmen aus der Grundmiete wird bei der Nettomietrendite berücksichtigt. Als Bezugswerte dienen die Jahresnettomieteinnahmen und der Kaufpreis einschließlich Nebenkosten der Immobilie. Ausgangswert sind die Jahresbruttomieteinnahmen:
```
   Jahresbruttomieteinnahmen
   - nicht umlagefähige 
Betriebskosten

   - 
Instandhaltungsrücklagen

   - 
Rückstellungen
 für 
Reparaturen
 und 
Leerstandszeiten

   - 
Verwaltungskosten

   = Jahresnettomieteinnahmen
```

Die Jahresnettomieteinnahmen liegen folgender Formel zugrunde:
{\displaystyle {\text{Nettomietrendite}}={\frac {\text{Jahresnettomieteinnahmen}}{\text{Kaufpreis einschließlich Nebenkosten}}}\,\cdot 100\,\%}
Die einmaligen Nebenkosten beim Immobilienerwerb können zwischen 5,5 % (Bayern ohne Immobilienmakler)
und 15 % des Kaufpreises ausmachen:
```
   
Kaufpreis

   + 
Maklergebühr
 (bis 7,14 % des Kaufpreises)
   + 
Grunderwerbsteuer
 (bis 6,5 % des Kaufpreises)
   + 
Notargebühren
 (circa 1 % des Kaufpreises)
   + 
Grundbuchgebühr
 (circa 0,5 % des Kaufpreises)
   + 
Gutachter
-/
Schätzungsgebühren

   + etwaige 
Renovierungskosten

   = Kaufpreis einschließlich einmalige Nebenkosten
```

Bei Eigentumswohnungen sollte die Jahresnettomietrendite mindestens 4 % des Kaufpreises betragen, bei älteren Objekten mindestens 6 %. Die Mietrenditen für Büro- und Einzelhandelsimmobilien liegen einer Studie der PWC Deutschland zufolge in bester Lage zwischen risikolosen 4,18 % (München) und risikobehafteten 7,5 % (Magdeburg). Dass die Mietrenditen bei Gewerbeimmobilien tendenziell höher sind als bei Wohnimmobilien, liegt an höheren Gewerbemieten, kürzeren Kündigungsfristen mit höherer Mieterfluktuation und höherem Leerstandsrisiko.
Der Multiplikator für eine Mietrendite von 4 % ist 25, für 6 % liegt er bei 16,7. Beträgt beispielsweise die Jahresnettomiete 8.000 Euro und die Mietrendite liegt bei 4 %, so darf der Kaufpreis 200.000 Euro nicht übersteigen.

### Eigenkapitalrendite
Wird ein Mietobjekt ausschließlich mit Eigenkapital finanziert, so müsste korrekterweise der fehlende Zinsertrag aus einer alternativen Kapitalanlage als Opportunitätskosten zum Kaufpreis hinzugerechnet werden. Der Anleger legt sein Eigenkapital nicht in Wertpapieren an, sondern entscheidet sich stattdessen für ein Mietobjekt:
```
   Kaufpreis einschließlich einmalige Nebenkosten
   + 
Opportunitätskosten

   = Kaufpreis nach Opportunitätskosten
```

Soll ein Mietobjekt teilweise fremdfinanziert werden, ist der Zinsaufwand für die Kredite abzusetzen:
```
   Jahresnettomieteinnahmen
   - 
Zinsaufwand

   = Jahresnettomieteinnahmen nach Finanzierungskosten
```

Bei steigenden Kreditzinsen oder höherem Fremdkapitaleinsatz sinkt folglich die Mietrendite. Ob sich eine vermietete Immobilie für den Kapitalanleger rechnet, hängt dabei von zwei Größen ab, nämlich der Nettomietrendite und dem Zinssatz einer Fremdfinanzierung. Liegt die Nettomietrendite über dem Effektivzinssatz oder dem Zinsniveau, ist ein Erwerb sinnvoll.

## Gesamtkapitalrendite
Die Gesamtkapitalrendite (Return on Investment) gibt Auskunft darüber, inwieweit bei gegebener Mietrendite bei der Kaufpreisfinanzierung auch Fremdkapital zum Einsatz kommen darf. Beträgt etwa der Kaufpreis einschließlich Nebenkosten 1.000.000 Euro und werden dabei 400.000 Euro Fremdkapital zu 5 % Kreditzins eingesetzt, ergibt sich folgende Rechnung:
```
   Jahresbruttomiete     100.000 Euro
   - Nebenkosten          10.000 Euro
   - 
Abschreibungen
       30.000 Euro
   - Zinsaufwand          20.000 Euro
   = Jahresnettomiete     40.000 Euro
```

Die Gesamtkapitalrendite beträgt nach folgender Formel 4 %:
{\displaystyle {\text{Gesamtkapitalrendite}}={\frac {\text{Jahresnettomiete}}{\text{Gesamtkapital}}}\,\cdot 100\,\%}
Ein steigender Verschuldungsgrad {\displaystyle V} und somit ein steigender Zinsaufwand lohnt sich für eine Steigerung der Eigenkapitalrendite aufgrund des Leverage-Effekts ({\displaystyle r_{\mathit {EK}}=r_{\mathit {GK}}+V\cdot (r_{\mathit {GK}}-r_{\mathit {FK}})}) nur solange, wie die Gesamtkapitalrendite {\displaystyle r_{\mathit {GK}}} oberhalb des Zinses {\displaystyle r_{\mathit {FK}}} liegt. Steigt der Kreditzins auf 7 %, so sinkt die Gesamtkapitalrendite auf 3,2 %. Steigt der Fremdkapitalanteil auf 600.000 Euro bei 5 % Kreditzins, fällt die Gesamtkapitalrendite wegen des Leverage-Effekts auf 3 %; in beiden Fällen ist die Fremdfinanzierung zu hoch, da {\displaystyle r_{\mathit {GK}}<r_{\mathit {FK}}}

## Einflussgrößen auf die Mietrendite
Als Einflussgrößen auf die Mietrendite (und den Kaufpreis einer Immobilie) gelten insbesondere der Kaufpreis selbst, das Mietausfallrisiko, die Lage, das Leerstandsrisiko und die Miethöhe (Mietbelastungsquote). Je niedriger der Kaufpreis, desto höher fällt die Mietrendite aus und umgekehrt. Je höher die Mietrendite ist, umso höher ist auch das Mietausfallrisiko und umgekehrt. Bei schlechter Lage der Mietimmobilien gibt es eine höhere Mietrendite bei einem gleichzeitig hohen Leerstands- und Mietausfallrisiko. Je höher die Miete pro Quadratmeter, desto höher fällt die Mietrendite aus und umgekehrt. Höhere Renditen können deshalb auf ein Immobilienrisiko hinweisen.
Aus diesem Grunde weisen wirtschaftlich gesündere Städte mit höherer Kaufkraft eine geringere Mietrendite aus, Städte mit Überangebot (hohe Zahl an Wohnungen je Einwohner) weisen eine höhere Rendite auf. In Städten mit positiver Bevölkerungsprognose sind Mietrenditen niedriger als in Städten mit negativem Ausblick.

## Bedeutung der Mietrendite
Aus Anlegersicht besitzt die Mietrendite erhebliche Bedeutung im Hinblick auf die Bewertung der Investition. Die Berechnung spiegelt allerdings nur einen Teilaspekt der Geldanlage in Immobilien wider. Um eine abschließende Bewertung vornehmen zu können, sind zusätzlich
- steuerrechtliche Aspekte (z. B. Absetzung für Abnutzung, AfA)[9][10]
- Standortentwicklung[11][12]
- laufende oder unregelmäßige Mietanpassungen (z. B. durch Staffelmieten)
- Kostendynamiken (z. B. bei den nicht umlagefähigen Betriebskosten)

zu berücksichtigen, da diese Einfluss auf das Gesamtrenditeergebnis haben. Dies gilt besonders für einen mittel- bis langfristigen Anlagehorizont.